# Kristallit

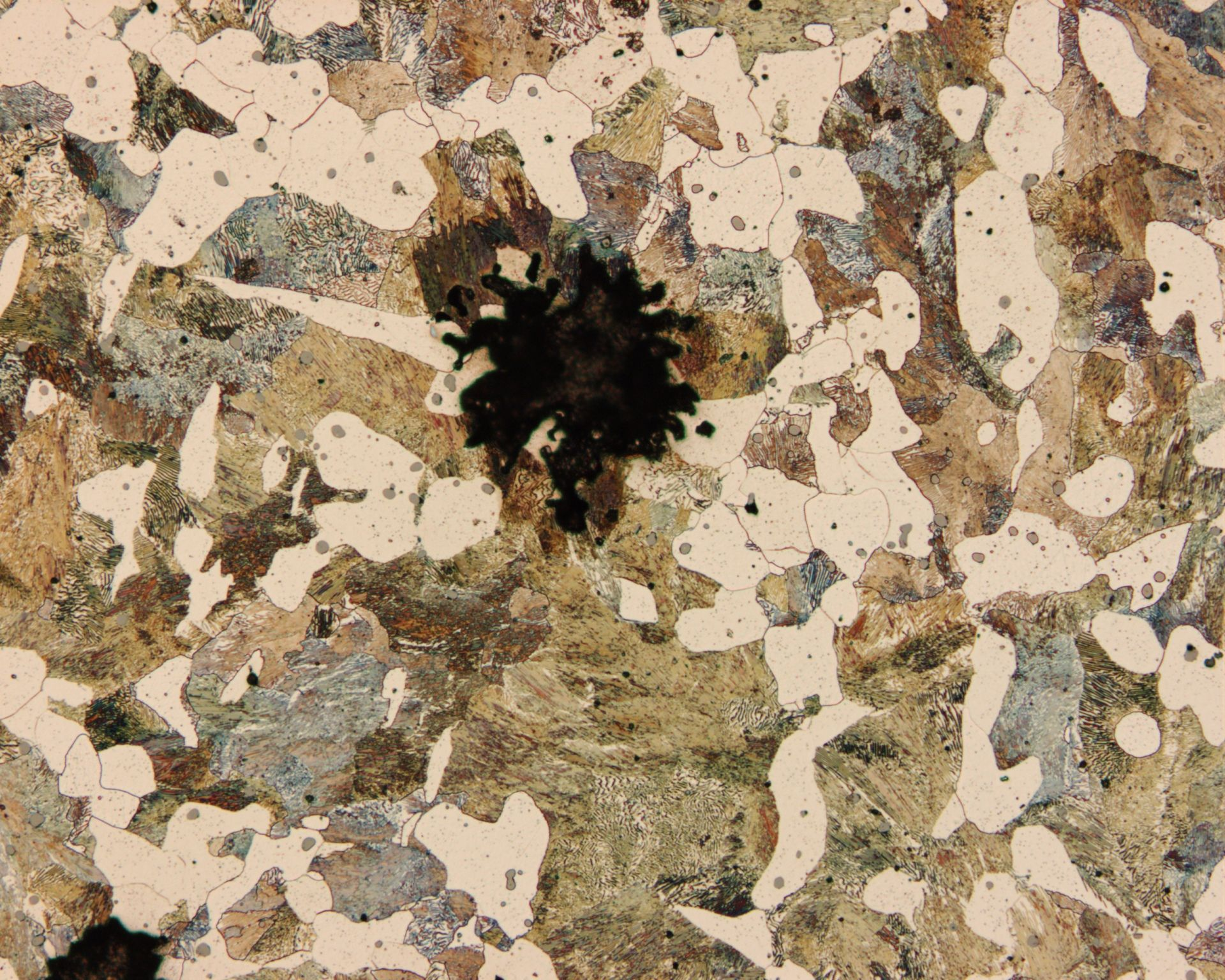
Weißer Temperguss, Vergrößerung 100:1

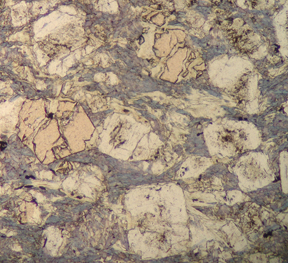
Mikroskopische Aufnahme von Blauschiefer

Kristallite sind kristalline Teile eines Werkstoffes oder eines polykristallinen Gefüges. In der Metallkunde und Petrographie werden Kristallite auch als Korn bezeichnet.
Primärkörner entstehen, wenn Kristalle in einer Schmelze erstarren, in der sie von umliegenden Kristallen am freien Kornwachstum gehindert werden. Sie erstarren zu einem polykristallinen Gefüge mit meist mikroskopisch kleiner Korngröße.
Die benachbarten Kristallite eines Polykristalls unterscheiden sich in der Orientierung ihrer Kristallstruktur.
Die Übergänge von einem Kristallit zum nächsten, die als Korngrenzen bezeichnet werden, sind auf Gefügeschliffbildern von polierten und mit Säure behandelten Metall- oder Gesteinsproben als dunkle Linien oder Farbwechsel zu erkennen.

## Bedeutung
Die technische Bedeutung von Kristalliten ist hoch.
So haben sie einen entscheidenden Einfluss auf die Festigkeit und das Kriechen von Werkstoffen, insbesondere bei Hochtemperaturanwendungen.
Außerdem behindern sie die Ausbreitung von Versetzungen, was in der Feinkornhärtung ausgenutzt wird.

## Kornarten

### Primärkorn
Als Primärkorn/Primärgefüge, auch Guss- bzw. Erstarrungskorn genannt, bezeichnet man das Gefüge, welches beim unmittelbaren Erstarren nach dem Gießen auftritt.

### Sekundärkorn
Das Primärkorn wird durch Rekristallisation im Zuge einer Wärmebehandlung und Umformung im festen Zustand in das Sekundärkorn (Sekundärgefüge) umgewandelt.
Einfluss auf das Sekundärgefüge, z. B. von Stahl, haben:
- die chemische Zusammensetzung des Werkstoffes
- seine Austenitkorngröße
- der Umformgrad
- die Wärmebehandlung.